# Diplacus pulchellus
Diplacus pulchellus är en gyckelblomsväxtart som först beskrevs av Elmer Reginald Drew och Edward Lee Greene, och fick sitt nu gällande namn av Guy L. Nesom. Diplacus pulchellus ingår i släktet Diplacus och familjen gyckelblomsväxter. Inga underarter finns listade i Catalogue of Life.